# Lizawice
Lizawice (deutsch Leisewitz) ist ein Dorf in Niederschlesien. Der Ort liegt in der Gmina Oława im Powiat Oławski in der polnischen Woiwodschaft Niederschlesien.

## Geographie

### Geographische Lage
Das Straßendorf Lizawice liegt acht Kilometer nordwestlich des Gemeindesitzes und der Kreisstadt Oława (Ohlau) und rund 22 Kilometer südöstlich der Woiwodschaftshauptstadt Breslau. Der Ort liegt in der Nizina Śląska (Schlesische Tiefebene) innerhalb der Równina Wrocławska (Breslauer Ebene). 
Der Ort an der Bahnstrecke Bytom–Wrocław einen Bahnhof. Nördlich des Dorfes verläuft die Landesstraße Droga krajowa 94.

### Nachbarorte
Nachbarorte von Lizawice sind im Westen Marcinkowice (Märzdorf), im Südosten Zabardowice (Seiffersdorf) und im Südwesten Sobocisko (Zottwitz).

## Geschichte

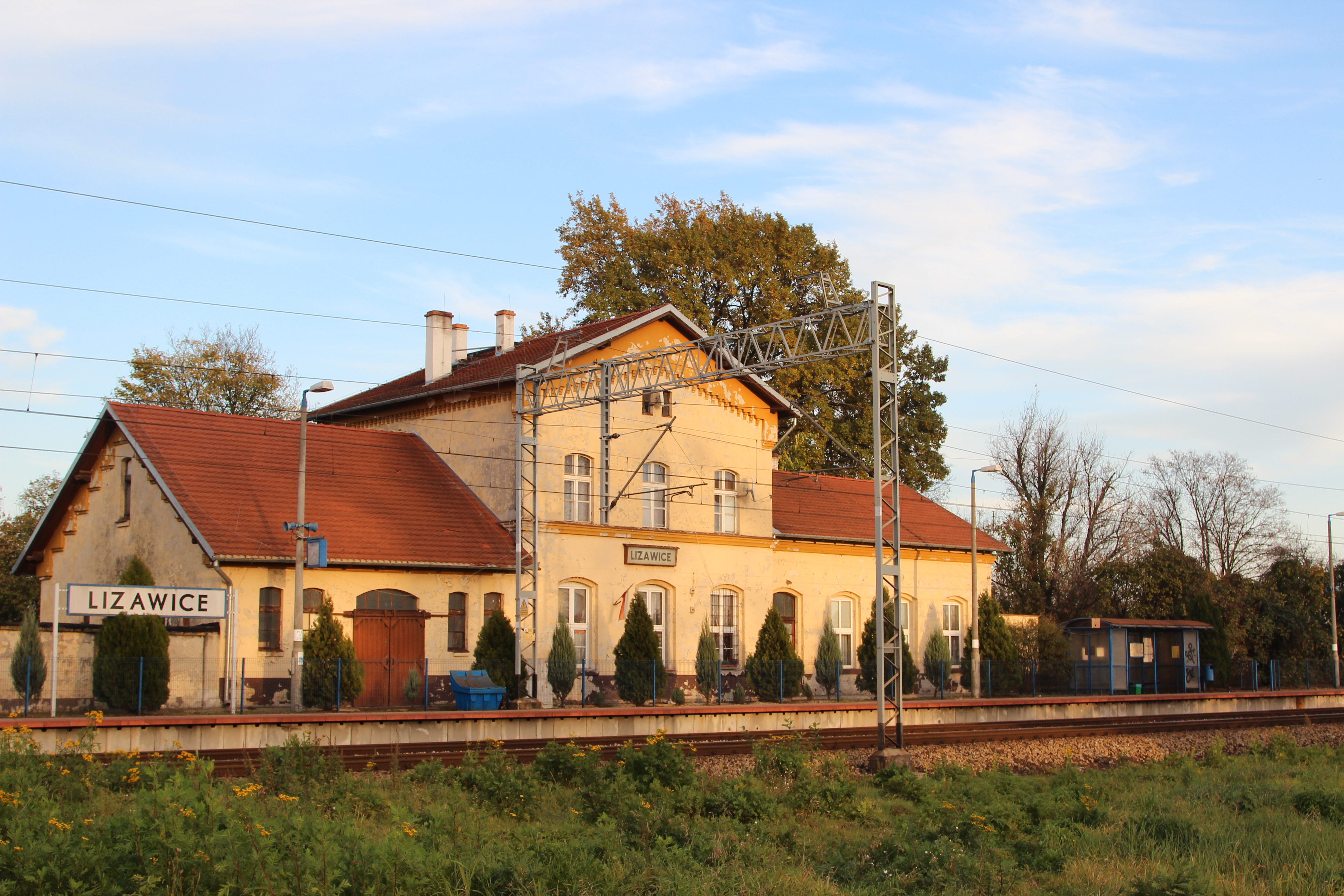
Bahnhofsgebäude

Das Dorf wurde 1387 erstmals als Leysewitz erwähnt. Man geht davon aus, dass bereits zuvor eine slawische Siedlung bestand, welche um 1350 nach deutschem Recht neu ausgesetzt wurde.
Nach dem Ersten Schlesischen Krieg 1742 fiel Leisewitz zusammen mit dem größten Teil Schlesiens an Preußen. 1783 bestanden im Ort ein Freigut und sieben Haushalte.
Nach der Neugliederung Preußens gehörte die Landgemeinde Leisewitz ab 1815 zur Provinz Schlesien und war ab 1816 dem Landkreis Ohlau eingegliedert. 1874 wurde der Amtsbezirk Seiffersdorf gegründet, welcher die Landgemeinden Leisewitz, Mellenau, Seiffersdorf und Zottwitz und den Gutsbezirk Seiffersdorf umfasste. 1885 zählte der Ort 294 Einwohner.
1933 zählte Leisewitz 292, 1939 wiederum 278 Einwohner. Bis 1945 befand sich der Ort im Landkreis Ohlau.
Als Folge des Zweiten Weltkriegs fiel Leisewitz wie fast ganz Schlesien 1945 an Polen, wurde in Lizawice umbenannt und der Woiwodschaft Breslau angegliedert. Die deutsche Bevölkerung wurde, soweit sie nicht vorher geflohen war, weitgehend vertrieben. Die neu angesiedelten Bewohner waren zum Teil Heimatvertriebene aus Ostpolen. 1999 kam der Ort zum Powiat Oławski in der Woiwodschaft Niederschlesien. 2000 zählte das Dorf 153 Einwohner.

## Sehenswürdigkeiten
- Ehemaliger evangelischer Friedhof mit erhaltenen deutschen Grabmälern
- Votivsäule
- Empfangsgebäude Bahnhof Lizawice

## Vereine
- Fußballverein Orła Lizawice